# Tabitha Lemaire
Tabitha Lemaire, née au Québec, Canada, est une chanteuse de pop chrétienne évangélique, conductrice de louange et pasteure. Elle est pasteure pentecôtiste à l’Église Sans Frontières de Saint-Hubert, membre des Assemblées de la Pentecôte du Canada.

## Biographie
Elle participe dès 12 ans à un opéra-rock qui lui ouvre les portes du Québec et du studio. Elle passe son adolescence sur scène comme choriste de jeunes artistes chrétiens francophones et soliste invitée dans des églises de la province.
A 15 ans, elle dirige ses premières chorales gospel et fait des arrangements vocaux sur plusieurs albums de Luc Dumont, Luc Gingras, Tables of Stone, Djam's, Maggie Blanchard,. 
En 2001, elle sort son premier album en tant que soliste Juste au bon moment .
Elle est devenue pasteure à l’Église Sans Frontières de Saint-Hubert, membre des Assemblées de la Pentecôte du Canada. Elle est mariée à Dominic et a 4 enfants, Nathanaël et Béthany, Maëva Shékinah et Néhémy .

## Discographie
Tabitha a réalisé 3 albums solo et a participé à 9 albums collectifs.
Solo
1. 2001 :  Juste au bon moment
2. 2005 :  Emmene-moi
3. 2011 :  Renaissance

Collectif 
1. 2002 :  Expression de louanges
2. 2003 :  Prayer of Intimacy
3. 2005 :  The sound of desire
4. 2006 :  Expression de louanges KIDZ
5. 2006 :  Sa main sur mon épaule
6. 2006 :  Burn
7. 2006 :  Holy
8. 2007 :  Heaven and Earth collide
9. 2008 :  Heaven's rehearsal